# ボラバイト
ボラバイトとはvolunteer（ボランティア）とArbeit（アルバイト）を合わせた造語。ボランティアという言葉は無償奉仕ではなく自主的にという意味合いで、ボラバイトは有償ボランティアではなくアルバイトに該当する。

## 概要
ボラバイトの主なものとして農場・牧場等での農業経験や、キャンプ場等でのキャンプ・スポーツインストラクター補助、ペンション等の宿泊施設での補助業務、NPOやボランティア団体等の臨時スタッフなど。
仲間との出会いや自然体験、アルバイトでの募集も少ない特殊な職場での就業体験や知識・技術・経験の習得、また、地方の人々との交流が働き手にとって自己肯定感・自己有用感を高められるような体験の一つとなることを重視する。